# Aslı Özge
Pour les articles homonymes, voir Özge.
Aslı Özge, née le 3 juillet 1975, est une réalisatrice, scénariste et productrice turque.

## Biographie
Aslı Özge est née le 3 juillet 1975 à Istanbul. Elle est diplômée de l'université de Marmara, Faculté des Beaux-Arts, Département de Cinéma et de Télévision. Durant ses études, son court métrage Capital C est projeté dans de nombreux festivals et remporte des prix,. Après avoir obtenu son diplôme, elle s'installe à Berlin où elle étudie la philosophie.

## Carrière
En 2003, elle réalise pour la télévision son long métrage Ein bisschen April avec le soutien de l'Académie allemande du cinéma et de la télévision et d'une chaîne de télévision allemande. Ce film n'est pas sorti en Turquie.
En 2005, elle termine le tournage de son documentaire intitulé Hesperos'un Çömezleri à Istanbul. Son long métrage Soluksuz a reçu le Balkan Fund Script Development Award au 46e Festival international du film de Thessalonique.
En 2009, elle écrit et réalise le film Men on the Bridge (en).
Elle continue à travailler en Turquie et en Allemagne, et son film La Révélation d'Ela (Hayatboyu) sort en 2013.

## Filmographie partielle

### Au cinéma
- 2005 : Hesperos'un Çömezleri  (film documentaire)
- 2009 : Men on the Bridge (en) (Köprüdekiler)[3]
- 2013 : La Révélation d'Ela (Hayatboyu)[4]
- 2016 : Lendemain de fête (en) (Auf Einmal)[5]
- 2023 : Black Box[6]
- 2024 : Faruk

### À la télévision
- 2003 : Ein bisschen April (téléfilm)
- 2020 : Dunkelstadt (série télévisée, 6 épisodes)